# Пандоро
Пандоро (итал. и вен. pandoro) — итальянская сладкая выпечка, один из двух, наряду с панеттоне, традиционных типов итальянского рождественского хлеба. Родина Пандоро, город Верона, больше всего прославившийся, как место действия трагедии Шекспира «Ромео и Джульетта». Ко времени, когда Шекспир писал свою пьесу, кекс, послуживший прототипом для пандоро, уже существовал.
Кекс Пандоро готовится из муки, сахара, яиц, сливочного масла, какао-масла, дрожжей и ванили. Яйца и ваниль придают тесту характерный бледно-жёлтый цвет. Кекс пышный, высокий, несколько напоминает российский кулич, но имеет форму звезды, напоминающую о Вифлеемской звезде, просиявшей на Рождество. Едят его на Рождество, а не на Пасху.
Название кекса не имеет ничего общего с Пандорой и происходит от венецианского «пан де оро» — «золотой пирог». На столах венецианской и веронской аристократии подобные кексы появились уже в XIII веке, однако сладкие кексы как таковые существовали в Италии уже гораздо раньше — во времена Плиния. Правда, точных данных о внешнем виде этих древнеримских кексов у нас нет.
Более того, даже кекс, подававшийся в Вероне в эпоху Средних веков и в Раннее Новое время, всё же заметно отличался от современного пандоро. Сегодня кекс, выпеченный по оригинальному (по мнению своих сторонников) средневековому веронскому рецепту, носит название Надалин. Современный же пандоро, появился в XIX веке, как результат переосмысления надалина, и стал плодом совместных усилий веронского кондитера Доменико Мелегатти и веронского же художника Анджело Далль’Ока Бьянка. Их совместное детище было запатентовано 14 октября 1894 года.
Традиционный пандоро, в отличие от панеттоне, не содержит в своей начинке ни цукатов, ни изюма, однако сегодня существуют разные версии этого кекса, в том числе, с начинкой из заварного крема и с шоколадной глазурью. Однако, для классического пандоро глазурь не используется — он просто посыпан сверху сахарной пудрой.
На сегодняшний день, пандоро, наряду с панеттоне, пользуется популярностью по всей Италии. Так, в 2008 году в Италии было продано 50 миллионов пандоро на общую сумму почти 300 миллионов евро.